# Autostrada A90

Indicazione alternativa della A90 in formato lettere

L'autostrada A90, più nota come Grande Raccordo Anulare (abbreviato in GRA), è l'autostrada tangenziale che circonda la città di Roma. È interamente gestita dall'Anas ed è gratuita.

## Descrizione
Il GRA è caratterizzato da un tracciato circolare chiuso e senza discontinuità, interamente a tre corsie per carreggiata, con un diametro medio di circa 21 km e una lunghezza di 68 km, percorso giornalmente nel 2016 tra 150 000 e 170 000 veicoli, risultava la strada più trafficata tra quelle a gestione Anas e tra le autostrade italiane con il più alto volume di traffico di quell'anno.
Si tratta di un'arteria di importanza cruciale per la viabilità cittadina di Roma e il traffico si mantiene molto sostenuto durante la maggior parte della giornata con frequenti rallentamenti e ingorghi. Le cause di ciò sono molteplici: il gran numero di veicoli, fino a 170 000 attraversamenti giornalieri; l'insufficiente capacità di afflusso e deflusso di alcuni svincoli molto utilizzati; la presenza di entrate (e delle relative corsie di accelerazione per l'immissione) a brevissima distanza dalle uscite: in questo modo, gli automobilisti che devono lasciare il GRA sono costretti a condividere le stesse corsie (quelle più a destra) con gli automobilisti che vi si immettono, con importanti ripercussioni sulla scorrevolezza del traffico.
Il tratto più critico è quello del quadrante sud ed est, corrispondente alla zona a più alta densità abitativa e di svincoli della città. Secondo una statistica del 2007 il GRA è al quinto posto delle autostrade con il più elevato rapporto tra incidenti stradali e numero di chilometri, con 18 morti e oltre 1000 feriti ogni anno. Uno studio compiuto dall'ACI ha evidenziato come, nel 2009, il tratto del GRA tra il km 65 e il km 20 risulti al primo posto tra le autostrade e tangenziali italiane per tasso di incidenti. I costi di manutenzione e gestione del GRA ammontano a circa 11 milioni di euro nel report ANAS del 2007.

### Denominazioni ufficiali e alternative

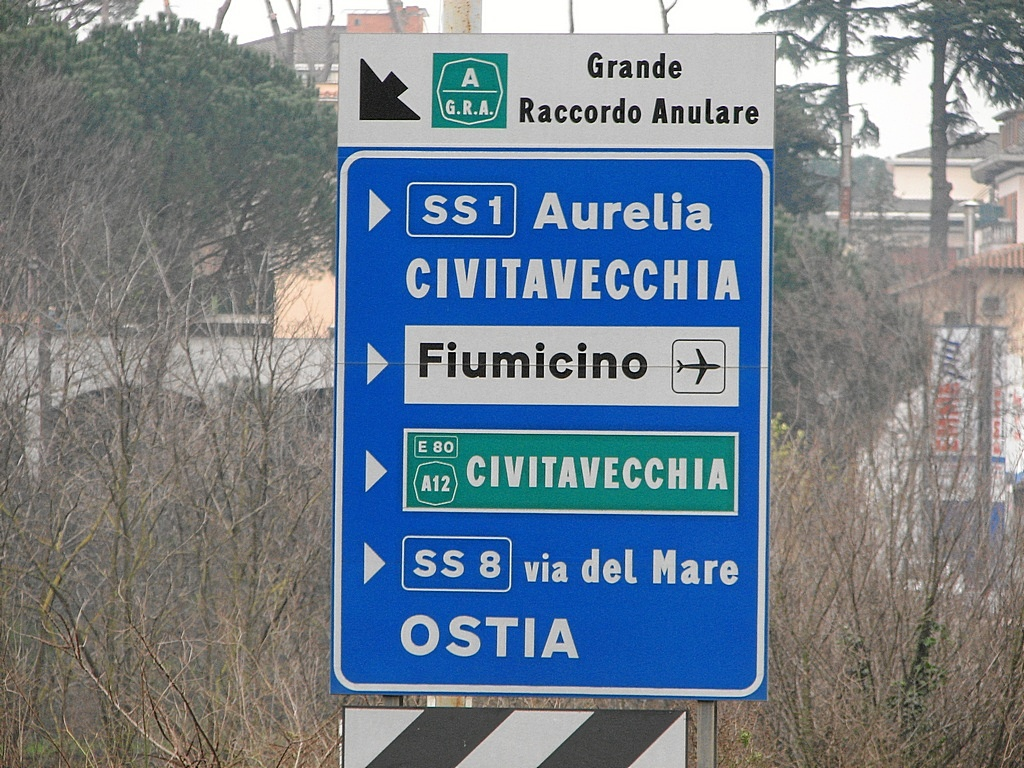
Un'indicazione di accesso al GRA (uscita Cassia, febbraio 2007)

È noto come il nome dell'autostrada sia in realtà un eponimo ufficioso dell'ingegner Eugenio Gra, il principale ideatore e sostenitore dell'opera, nonché direttore generale dell'ANAS all'epoca della realizzazione. L'apporto di Gra fu di tale rilevanza da divenire consuetudine che tutti coloro coinvolti nel progetto si riferissero alla strada, nelle fasi di progettazione e costruzione, con la denominazione informale «Il Gra».
Per mantenere tale nomenclatura fu quindi studiato ad arte il nome Grande Raccordo Anulare in modo che l'acronimo inverso corrispondesse al cognome dell'ingegnere.
Il GRA è conosciuto con diversi altri appellativi, fra cui:
- A90: è la sigla di classificazione ufficiale tra le autostrade italiane, largamente utilizzata in risorse online come Google Maps e Bing Maps. Tuttavia questa denominazione, assegnata nel 1999, è sconosciuta ai più e, al 2020, non ancora sistematicamente utilizzata nella segnaletica stradale, ove sono prevalenti le denominazioni estese o abbreviate. Queste non seguono una particolare convenzione, comparendo alternativamente nelle seguenti forme: A GRA, A G.R.A., G.R.A. o GRA, Grande Raccordo Anulare, o autostrada del Grande Raccordo Anulare.

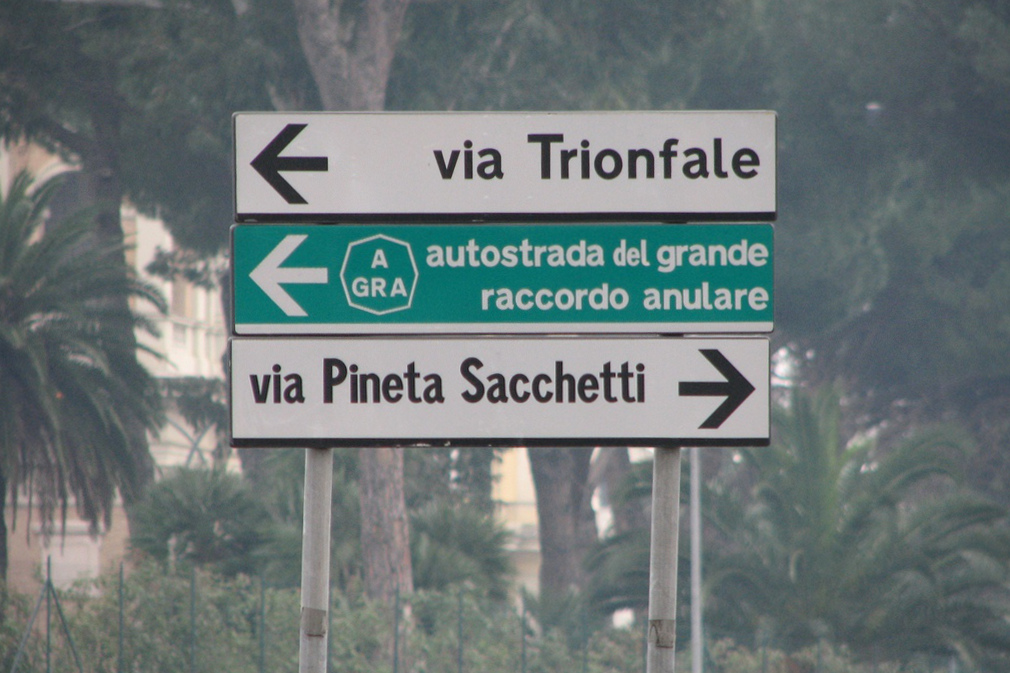
Un segnale direzionale verso il GRA (zona Roma Nord, febbraio 2007)

- circonvallazione Settentrionale (da via Aurelia a via Nomentana),[12] circonvallazione Orientale (da via Nomentana a via Appia Nuova),[12] circonvallazione Meridionale (da via Appia Nuova al ponte di Spinaceto)[12] e circonvallazione Occidentale (dal ponte di Spinaceto a via Aurelia, rispettivamente dal km 61,2 al km 71,85);[12] queste sono le denominazioni ufficiali nella odonimia di Roma, adottate con delibera 201 del Consiglio Comunale del 22 febbraio 1952[13] quando il GRA non era ancora un'autostrada, e tuttora utilizzate in alcune mappe stradali (ad esempio nell'inserto delle Pagine Gialle Tuttocittà)[14] e nelle targhe odonomastiche della città.
- E80: è il percorso dorsale ovest-est Lisbona-Gürbulak (confine di stato tra Turchia e Iran), secondo la classificazione della rete stradale internazionale europea che, per quanto riguarda il GRA, comprende il tratto tra l'A24 Roma-L'Aquila-Teramo e l'A91 Roma-Fiumicino.
- il Raccordo: così è comunemente chiamato dagli abitanti di Roma, oltre a essere un'abbreviazione colloquiale frequentemente utilizzata dai media, specie nei notiziari sul traffico.

### Caratteristiche
L'inizio del GRA è posto convenzionalmente all'intersezione con la via Aurelia, cui corrisponde l'uscita 1. Le progressive chilometriche si susseguono da qui in senso orario (la carreggiata interna).
Sono presenti 44 svincoli (in media uno ogni circa 1,55 km), di cui 33 numerati a fine anni novanta. È comunque tuttora prevalente la consuetudine, specie fra i romani, di riferirsi alle uscite con il nome della strada incrociata (es. "uscita Salaria" in luogo di "uscita 8").
Altra caratteristica significativa, assente nelle autostrade a pedaggio, è la presenza di alcuni svincoli di inversione di marcia.

### Limiti di velocità
Contrariamente alla maggior parte delle autostrade tangenziali italiane, dove gli alti livelli di traffico hanno richiesto l'adozione di limiti di velocità particolari (110 o anche 90 km/h; 80 km/h sulla Tangenziale di Napoli), sul GRA sono applicati i limiti standard previsti dal vigente Codice della strada, ovvero (salvo eccezioni o diverse indicazioni):
- 130 km/h sulla maggior parte del tracciato principale (110 km/h in caso di condizioni atmosferiche avverse) con l'ulteriore indicazione, in alcuni tratti, di velocità minima consentita di 90 e 60 km/h rispettivamente nella corsia di marcia centrale e di destra;
- 110 km/h in alcune gallerie e tratti adiacenti (ad esempio: Cassia, Appia Antica, Parco di Veio I e II);
- 70 km/h (60 in alcuni tratti) sulle complanari a 2 corsie;
- 50 km/h nei tratti di complanare a 1 corsia;
- 40 km/h sulle rampe degli svincoli.

### Svincoli: caratteristiche
Sulla maggior parte degli svincoli sono presenti due ingressi e due uscite, una coppia da e verso il centro cittadino, l'altra da e verso destinazioni esterne all'anello. Vi sono alcune eccezioni, dovute a limitazioni territoriali o scelte progettuali. Ad esempio:
- Via di Boccea è accessibile direttamente in uscita solamente dalla carreggiata interna; l'uscita in carreggiata esterna è accessibile solamente utilizzando gli svincoli Via di Casal del Marmo o Via della Maglianella.
In entrata è accessibile solamente utilizzando gli svincoli Via di Casal del Marmo o Via della Maglianella.
- Via Cristoforo Colombo ha un ingresso solo sulla carreggiata esterna del GRA (per accedervi dalla carreggiata interna occorre invertire la marcia allo svincolo Pontina in direzione EUR).
- Uffici finanziari presenta una sola uscita (dalla carreggiata interna; in corsia esterna è in comune con lo svincolo La Rustica), e un solo ingresso (in carreggiata esterna).

Per ottimizzare i flussi di traffico alcuni svincoli sono raggruppati in bretelle autostradali (complanari e separate rispetto al tracciato principale), cosicché può capitare di imbattersi in cartelli che ne indicano più di uno contemporaneamente; grazie a queste corsie supplementari, in alcuni tratti il GRA arriva ad avere fino a sei corsie per senso di marcia, oltre a quelle di emergenza.
La viabilità complanare è presente:
- All'uscita di Via Aurelia.
- Tra la Cassia Veientana e Via della Bufalotta (con una breve discontinuità, in carreggiata interna, tra gli svincoli della Via Flaminia e Via Salaria).
- All'uscita di Via Nomentana.
- Tra Via Prenestina e Via Prenestina bis (in carreggiata interna tra Via Prenestina e Via di Tor Bella Monaca).
- All'uscita per la A1dir Roma sud.
- Tra la A91 Roma-Fiumicino e Casal Lumbroso, la più lunga (circa 7 km) quasi tutta a 2 corsie per senso di marcia, ove sono attestate le uscite dalla 30 alla 33.

### Svincoli: numerazione e incongruenze
Gli svincoli del Grande Raccordo Anulare furono per lungo tempo privi di una numerazione progressiva, introdotta solo alla fine degli anni novanta, contestualmente ai lavori di ampliamento in occasione del Giubileo del 2000.
A ottobre 2020, pur con i lavori di costruzione della terza corsia conclusi da tempo, la numerazione sulla segnaletica presenta alcune omissioni o incoerenze. Ciò è dovuto principalmente alla mancata numerazione degli svincoli costruiti dopo tale data o ritenuti secondari.
Sono privi di numerazione, totalmente o parzialmente, i seguenti svincoli:
- Montespaccato
- Via della Maglianella/Via di Boccea
- Trionfale (numerata uscita 4 su parte della segnaletica)
- Cassia (già uscita 3)
- Ospedale Sant'Andrea
- Flaminia (già uscita 6)
- Labaro
- Castel Giubileo
- A1/Dir Roma Nord-Firenze
- Bufalotta-Via delle Vigne Nuove
- Uffici Finanziari
- Via Prenestina bis
- Gregna Sant'Andrea-Ciampino
- Via Marchetti/Centro Direzionale Alitalia

Le incoerenze sono particolarmente evidenti nel quadrante nord-ovest, oggetto di profondi lavori di ampliamento, ove sono presenti numerosi svincoli non numerati, oltre a incongruenze nella successione numerica. Ad esempio, l'uscita Cassia (precedentemente uscita 3, numerazione riassegnata dal 2006 alla nuova uscita Casal del Marmo) e l'uscita Ospedale Sant'Andrea (2006) non sono numerate e si trovano tra l'uscita Trionfale (aperta dal 2007, cui è stato assegnato il numero 4) e Cassia Veientana (numero 5).
Non è chiaro allo stato attuale se l'intera numerazione sarà mantenuta tale, sottoposta a un riordinamento totale o piuttosto a una parziale revisione (utilizzando ad esempio suffissi quali bis, ter oppure a, b come in altre strade).
La numerazione, inoltre, non segue distinzioni negli svincoli con uscite multiple, non consentendo pertanto di identificare univocamente, in un'indicazione stradale, la corretta rampa di uscita.
È stato anche proposto di procedere ad una rinumerazione che possa consentire di distinguere, in corrispondenza di una specifica uscita, quale sia la rampa diretta verso il centro della città e quale, invece, verso l'esterno: similmente a quanto accade con i numeri civici, dove i dispari sono attribuiti ad un lato della strada ed i pari all'altro, così potrebbe essere fatto per gli svincoli del GRA, ovvero le uscite dispari verso il centro e quelle pari in direzione opposta (o viceversa).
Va inoltre sottolineato che la numerazione degli svincoli non è normata dal codice della strada.

## Percorso
| Grande Raccordo Anulare Autostrada A90 |        |                                             | |                                                            |      |      | |
| Tipo                                   | Numero | Nome svincolo                               | Destinazioni (verso Roma)                                                                            | Destinazioni (fuori Roma)                                  | ↓km↓ | ↑km↑ | Note |
|                                        |        | Via Aurelia                                 | Aurelio Città del Vaticano                                                                           | Ladispoli Civitavecchia                                    | 0,0  | 68,2 | |
|                                        | ?      | Montespaccato                               | Montespaccato                                                                                        | Solo interna                                               | 2,3  | ***  | Accessibile solo dalla corsia interna. Numerazione svincolo non definita. |
|                                        | ?      | Via della Maglianella Via di Boccea         | Montespaccato                                                                                        | Via della Maglianella                                      | 2,6  | 65,6 | Numerazione svincolo non definita. |
|                                        |        | Via di Boccea                               | Primavalle                                                                                           | Casalotti                                                  | 3,4  | ***  | Accessibile solo dalla corsia interna. |
|                                        |        | Via di Casal del Marmo Via di Selva Candida | Palmarola Primavalle                                                                                 | Casalotti Selva Candida                                    | 4,4  | 60,6 | |
|                                        | -      | Area di servizio                            | Selva Candida Interna                                                                                | Selva Candida Esterna                                      | 8,6  | 59,6 | |
|                                        |        | Via Trionfale                               | Ipogeo degli Ottavi Ottavia Primavalle Ospedale San Filippo Neri                                     | La Giustiniana Lago di Bracciano Viterbo                   | 10,0 | 58,2 | |
|                                        | ?      | Via Cassia                                  | Tomba di Nerone Corso Francia                                                                        | La Giustiniana Lago di Bracciano Viterbo                   | 12,2 | 56,0 | Numerazione svincolo non definita. |
|                                        | ?      | Ospedale Sant'Andrea                        | Via di Grottarossa                                                                                   | Solo interna                                               | 17,3 | 50,7 | Numerazione svincolo non definita. |
|                                        |        | Via Cassia Veientana                        | Solo esterna                                                                                         | Viterbo                                                    | 17,0 | 51,2 | |
|                                        | ?      | Labaro                                      | Solo esterna                                                                                         | Labaro                                                     | 17,8 | ***  | Uscita dedicata presente solo in carreggiata interna (complanare). In carreggiata esterna uscita in comune con lo svincolo di Castel Giubileo. Numerazione svincolo non definita. |
|                                        | ?      | Via Flaminia                                | Saxa Rubra Centro di produzione RAI Stadio Olimpico Flaminio                                         | Cimitero Flaminio Prima Porta Terni Fano Perugia           | 18,1 | 50,1 | |
|                                        |        | Castel Giubileo                             | Via di Castel Giubileo                                                                               | Labaro                                                     | 18,8 | 49,4 | |
|                                        |        | Via Salaria                                 | Salario Aeroporto dell'Urbe                                                                          | Rieti Terminillo Ascoli Piceno                             | 20,0 | 48,2 | |
|                                        |        | Via di Settebagni                           | Colle Salario Fidene                                                                                 | Settebagni Bel Poggio                                      | 20,7 | 47,5 | |
|                                        |        | GRA-Fiano Romano                            | Solo esterna                                                                                         | Firenze                                                    | 21,0 | 47,2 | |
|                                        | ?      | Via della Bufalotta                         | Via delle Vigne Nuove Via della Bufalotta                                                            | Via della Bufalotta                                        | 22,3 | 45,9 | |
|                                        | -      | Area di servizio                            | Settebagni Interna                                                                                   | Solo interna                                               | 23,3 | ***  | |
|                                        | -      | Inversione di marcia                        | |                                                            | 25,4 | ***  | Inversione possibile solo da corsia interna a esterna. |
|                                        |        | Via Nomentana                               | Talenti Monte Sacro                                                                                  | Mentana Monterotondo Palombara Sabina Fonte Nuova          | 26,6 | 41,6 | |
|                                        |        | Centrale del Latte                          | Torraccia San Basilio                                                                                | Via di Sant'Alessandro Casal Monastero                     | 28,3 | 39,9 | |
|                                        |        | Via Tiburtina                               | Ponte Mammolo Policlinico Umberto I                                                                  | Settecamini Tivoli                                         | 29,9 | 38,3 | |
|                                        |        | L'Aquila - Teramo                           | Tangenziale Est                                                                                      | Firenze/Napoli Pescara                                     | 31,5 | 36,7 | |
|                                        |        | La Rustica                                  | La Rustica Tor Sapienza                                                                              | La Rustica                                                 | 32,8 | 35,4 | |
|                                        | ?      | Uffici Finanziari                           | Via Capranesi Via Boglione                                                                           | Solo interna                                               | 34,0 | ***  | Numerazione svincolo non definita. Uscita solo da carreggiata interna. Ingresso solo in carreggiata esterna.                                                                      |
|                                        |        | Via Prenestina                              | Centocelle Prenestino                                                                                | Villaggio Falcone Palestrina                               | 34,6 | 33,6 | |
|                                        |        | Tor Bella Monaca                            | Solo esterna                                                                                         | Torre Angela                                               | 35,0 | 31,2 | |
|                                        | -      | Via Prenestina bis                          | Centocelle Prenestino                                                                                | Solo interna                                               | 36,0 | 30,2 | Numerazione svincolo non definita. |
|                                        | -      | Area di servizio                            | Casilina Interna                                                                                     | Casilina Esterna                                           | 37,5 | 30,3 | |
|                                        |        | Via Casilina                                | Giardinetti Torre Maura Casilino                                                                     | Torre Angela Frosinone Cassino                             | 38,0 | 30,2 | |
|                                        |        | GRA-San Cesareo                             | Solo esterna                                                                                         | Napoli                                                     | 39,3 | 28,9 | |
|                                        |        | La Romanina                                 | Solo esterna                                                                                         | 2ª Università (Tor Vergata) Torrenova                      | 39,9 | 28,3 | |
|                                        |        | Via Tuscolana                               | Cinecittà Tuscolano                                                                                  | Frascati                                                   | 40,9 | 27,3 | In corsia esterna l'uscita è denominata Uscita 21-22 corrispondendo con l'uscita Anagnina.                                                                                        |
|                                        |        | Via Anagnina                                | Corsia esterna: Cinecittà Tuscolano Corsia interna: Osteria del Curato complanare Gregna Sant'Andrea | Casal Morena Grottaferrata                                 | 41,6 | 26,6 | In corsia esterna l'uscita è denominata Uscita 21-22 corrispondendo con l'uscita Tuscolana.                                                                                       |
|                                        | ?      | Gregna Sant'Andrea                          | Solo esterna                                                                                         | Ciampino                                                   | 43,2 | 25,0 | Corsia esterna: accesso diretto. Corsia interna: accesso via complanare dalla uscita 22 Anagnina. Numerazione svincolo non definita.                                              |
|                                        |        | Via Appia                                   | Appio San Giovanni                                                                                   | Aeroporto di Ciampino Velletri Cisterna di Latina          | 44,4 | 23,8 | |
|                                        |        | Via Ardeatina                               | Ardeatino EUR                                                                                        | Divino Amore Santa Palomba Ardea                           | 48,0 | 20,2 | |
|                                        | -      | Area di servizio                            | Solo esterna                                                                                         | Ardeatina Esterna                                          | ***  | 17,2 | |
|                                        | -      | Inversione di marcia                        | |                                                            | 50,0 | 18,2 | |
|                                        |        | Via Laurentina                              | Laurentina                                                                                           | Campus Bio-Medico Trigoria Ardea                           | 52,6 | 15,6 | |
|                                        |        | Via Pontina                                 | EUR Ospedale Sant'Eugenio Palazzo dello sport                                                        | Pomezia Aprilia Anzio Latina Terracina                     | 54,8 | 13,4 | |
|                                        |        | Via Cristoforo Colombo                      | Solo esterna                                                                                         | Casal Palocco Lido di Ostia                                | 55,3 | 12,9 | Accessibile solo dalla corsia esterna. |
|                                        |        | Via del Mare Via Ostiense                   | Ostiense San Paolo                                                                                   | Acilia Ostia Antica Lido di Ostia                          | 57,8 | 10,4 | |
|                                        |        | Parco de' Medici                            | Viale Parco de' Medici                                                                               | Solo interna                                               | 59,9 | 8,3  | |
|                                        |        | Fiumicino                                   | EUR Magliana                                                                                         | Nuova Fiera di Roma Civitavecchia Aeroporto L. Da Vinci LE | 60,6 | 7,6  | |
|                                        |        | Via della Magliana                          | Trullo Magliana                                                                                      | Via Portuense Fiumicino LE                                 | 61,1 | 7,1  | |
|                                        | -      | Inversione di marcia                        | |                                                            | 61,9 | 6,3  | Inversione da complanare interna a esterna. |
|                                        | ?      | Centro direzionale Alitalia                 | Via Marchetti                                                                                        | Solo interna                                               | 62,1 | 6,1  | Accessibile solo da complanare interna. Numerazione svincolo non definita. |
|                                        | -      | Inversione di marcia                        | |                                                            | 62,5 | 5,7  | Inversione da complanare esterna a interna. |
|                                        |        | Via della Pisana                            | Gianicolense Portuense                                                                               | Ponte Galeria                                              | 64,5 | 3,7  | |
|                                        | -      | Area di servizio                            | Pisana Interna                                                                                       | Pisana Esterna                                             | 66,1 | 2,1  | |
|                                        |        | Via di Casal Lumbroso                       | Via del Pescaccio                                                                                    | Casal Lumbroso                                             | 66,5 | 1,7  | |

### Tabella delle gallerie
| Autostrada A90 - Grande Raccordo Anulare - Tabella delle gallerie |      |             |                  |                  |      |      |               | |
| Nome                                                              | Foto | Tipo        | Lunghezza (int.) | Lunghezza (est.) | ↓km↓ | ↑km↑ | Anno apertura | Note |
| Aurelia                                                           |      | artificiale | 150 m            | 99 m             | n.d. | n.d. | 2005          | |
| Montespaccato                                                     |      | artificiale | 150 m            |                  | n.d. |      | 2005          | galleria di svincolo in corsia interna                                                                    |
| Selva Candida                                                     |      | artificiale | 975 m            | 1001 m           | n.d. | n.d. | 2006          | |
| Villa Romana                                                      |      | mista       | 168 m            | 168 m            | n.d. | n.d. | 2007          | il nome deriva dai ruderi di un'abitazione di epoca romana rinvenuti durante lo scavo della galleria      |
| Villa Romana Ovest                                                |      | mista       | 185 m            |                  | n.d. | n.d. | 2007          | galleria di svincolo (Trionfale) in corsia interna                                                        |
| Insugherata                                                       |      | mista       |                  |                  | n.d. | n.d. | 2008          | galleria di svincolo (Trionfale) in corsia esterna                                                        |
| Trionfale                                                         |      | naturale    | 464 m            | 464 m            | n.d. | n.d. | 2007          | |
| Acqua Traversa                                                    |      | artificiale | 160 m            | 160 m            | n.d. | n.d. | 2007          | |
| Cassia (vecchia)                                                  |      | naturale    | 66 m             | 66 m             | n.d. | n.d. | 1970          | vecchio tracciato, riutilizzate sulle rampe del nuovo svincolo Cassia                                     |
| Cassia (nuova)                                                    |      | mista       | 700 m            | 695 m            | n.d. | n.d. | 2008-2011     | galleria in corsia esterna inaugurata a novembre 2008 galleria in corsia interna inaugurata a giugno 2011 |
| ?                                                                 |      | mista       | ?                | ?                | n.d. | n.d. | 2012          | galleria di svincolo (Cassia) in corsia esterna                                                           |
| Volusia                                                           |      | artificiale | 450 m            | 437 m            | n.d. | n.d. | 2007          | |
| Parco di Veio I                                                   |      | artificiale | 357 m            | 357 m            | n.d. | n.d. | 2006          | |
| Parco di Veio II                                                  |      | artificiale | 70 m             | 92 m             | n.d. | n.d. | 2006          | |
| Appia Antica                                                      |      | mista       | 1150 m           | 1130 m           | n.d. | n.d. | 1999          | |

### Tabella ponti e viadotti
| Autostrada A90 - Grande Raccordo Anulare - Tabella ponti e viadotti |      |                  |      |      |               |                                    |
| Nome                                                                | Foto | Lunghezza (int.) | ↓km↓ | ↑km↑ | Anno apertura | Note                               |
| Boccea                                                              |      | 355 m            | n.d. | n.d. | 2005          | Viadotto                           |
| Crescenza                                                           |      | 150 m            | n.d. | n.d. | 2005          | Viadotto                           |
| Castel Giubileo                                                     |      | 700 m            | n.d. | n.d. | 1979          | Ponte della complanare esterna     |
| Castel Giubileo                                                     |      | 700 m            | n.d. | n.d. | 2007          | Ponte delle carreggiate principali |
| Mezzocammino                                                        |      | 372 m            | n.d. | n.d. | 1983          | Corsia immissione da Via del Mare  |
| Mezzocammino                                                        |      | 372 m            | n.d. | n.d. | 1999          | Carreggiate principali             |

## Storia
1946: Inizio della costruzione

1951: Aperto il tratto Appia-Aurelia

1952: Aperto il tratto Flaminia-Tiburtina

1955: Aperto il tratto Tiburtina-Appia

1960: Il GRA è parte del tracciato nella maratona della XVII Olimpiade

1962: Raddoppio di carreggiata tra Salaria e Tuscolana

1970: Aperto il tratto Cassia-Flaminia. Il tracciato è completo

1979: Completamento raddoppio di carreggiata (2º ponte di Castel Giubileo)

1979: Il GRA è classificato come autostrada

1983: Iniziano i lavori di costruzione della terza corsia

1997: Il 50% del tracciato è ampliato a 3 corsie

2000: Il 75% del tracciato è ampliato a 3 corsie

2002: Iniziano i lavori sul quadrante Nord-Ovest

2006: Aprono i primi tratti ampliati del quadrante Nord-Ovest

2007: Il 97% del tracciato è ampliato a 3 corsie

2011: Termine dei lavori di ampliamento a 3 corsie

### Le origini (1946-1948)
La genesi del GRA si colloca nel periodo dell'immediato dopoguerra, all'indomani della nascita della Repubblica Italiana.
Con un decreto del ministro Giuseppe Romita, il 27 giugno 1946 venne istituita l'ANAS, Azienda Nazionale Autonoma delle Strade Statali (oggi ANAS S.p.A.), nata sulle ceneri dell'AASS (Azienda Autonoma Statale della Strada).
Il compito della nuova azienda era duplice: da un lato si doveva procedere con la riparazione di oltre 20 000 km di strade e opere viarie distrutte o danneggiate dagli eventi bellici, dall'altro era necessario un sostanziale piano di sviluppo dei trasporti per dare uno slancio alla ripresa economica.
In questo periodo di ferventi attività di ricostruzione post-bellica un numero consistente di progetti di sviluppo edilizio e dei trasporti furono realizzati con evidente risolutezza. Tra questi vi era lo schema progettuale dello stesso Gra, approvato dal Consiglio superiore dei lavori pubblici del Ministero delle infrastrutture e dei trasporti e dal nuovo Consiglio di amministrazione dell'ANAS il quale prevedeva, fra l'altro, una Nuova strada di circonvallazione della città di Roma che avrebbe collegato tutte le vie consolari della capitale con un tracciato a scorrimento veloce, privo ove possibile di intersezioni a raso (ma nel primo tracciato a due corsie la gran parte lo furono), e quanto più possibile equidistante dal centro cittadino.
Il progetto riprendeva ed espandeva la metodologia della viabilità tangenziale, introdotta a Roma dal Piano regolatore del 1909 di Edmondo Sanjust di Teulada, il quale per primo regolamentò l'espansione della città fuori dalle Mura aureliane, prevedendo una strada di circonvallazione larga 60 metri e lunga circa 25 km che oggi corrisponde pressappoco al tracciato della tangenziale Est, di Viale del Foro Italico (nota ai romani anche come L'Olimpica) e della Circonvallazione Gianicolense. La razionalizzazione dei flussi di traffico al di fuori del centro storico si dimostrò particolarmente necessaria per Roma, la cui conformazione radiale delle vie consolari provoca frequenti congestioni stradali, aggravate da una rete viaria inadeguata ad accogliere alti flussi di traffico e difficilmente ampliabile.

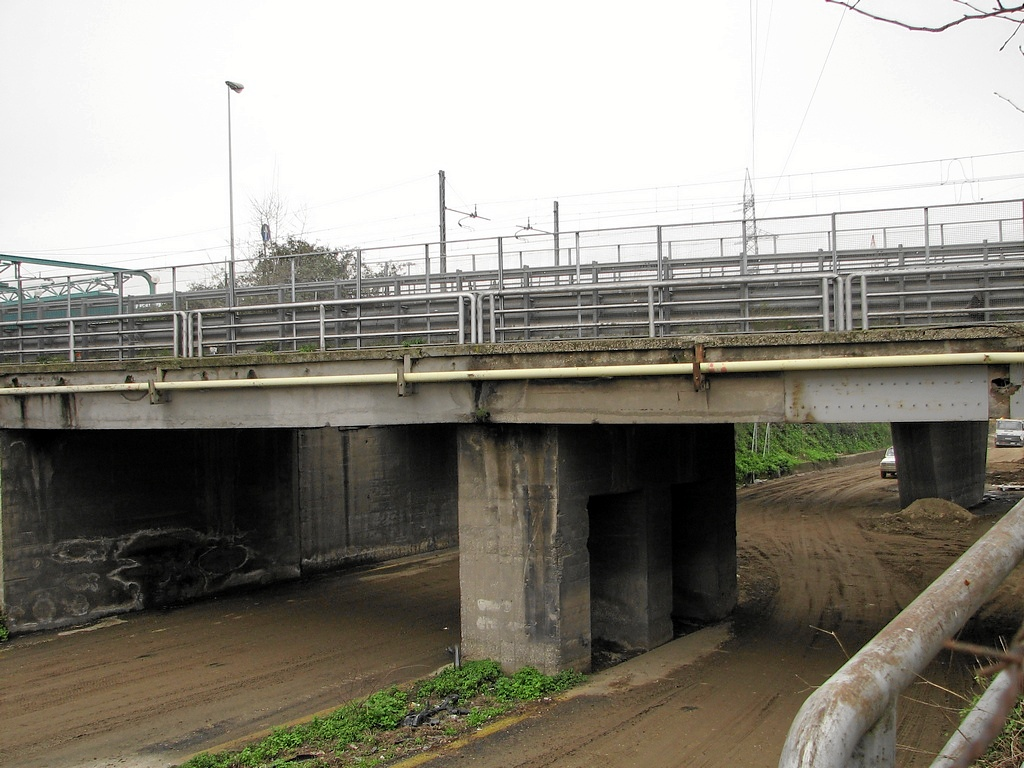
Cavalcavia di Via Trionfale sul vecchio tracciato del GRA (febbraio 2007)

Il GRA fu un'opera che fece parlare molto di sé, fin da prima dell'inizio dei lavori, trattandosi, fra l'altro, di una tra le prime applicazioni pratiche della Legge Urbanistica numero 1150 del 17 agosto 1942, che regolamentava l'attuazione di opere sistemiche di interesse cittadino nel territorio del Comune.
Se la circonvallazione di Sanjust si prefiggeva di integrarsi nel tessuto urbano, costituendone non solo il supporto alla circolazione stradale ma anche il vero e proprio confine cittadino, il GRA si spingeva ben oltre, con un tracciato stradale, per l'epoca, decisamente lontano dalla città e lungo quasi il triplo.
Sul progetto e sui suoi fautori giunsero forti critiche, da parte di urbanisti, politici e di buona parte dell'opinione pubblica, ulteriormente inasprite dalla particolare situazione sociale ed economica che la città stava vivendo: Roma era appena uscita da un conflitto estenuante che aveva lasciato segni profondi. La popolazione pensava soprattutto a soddisfare i suoi bisogni primari, c'era penuria di alloggi, di servizi, di lavoro; la ricostruzione, sebbene avviata, procedeva lenta e faticosa.
Da più parti ci si interrogò sulla reale necessità di quest'opera e furono sollevate numerose obiezioni: si diceva fosse lunga, troppo costosa, che non rispecchiasse i reali bisogni della città, che fosse troppo lontana dalla città per risultare in qualche modo utile, che non avrebbe migliorato sostanzialmente il problema della disoccupazione nonostante le maestranze impiegate per la costruzione (circa 4500 operai), che era oltremodo sproporzionata per il traffico stradale dell'epoca. Qualcuno ipotizzò addirittura che il GRA fosse la "chiave di volta" di un piano di lottizzazione da parte di gruppi di potere, con la complicità dei governi dell'epoca.

### La costruzione (1946-1951)

Il GRA come si presentava nel 1951 (tratto tra Via Pontina e Via Laurentina)

Alla fine degli anni quaranta le aree attraversate dal raccordo erano ben oltre il limite della città edificata, in pieno Agro Romano, totalmente sgombre né destinate ad altri scopi. Ciò spiega la ragione per cui fu possibile, grazie all'ampia discrezionalità, oltre che all'orografia favorevole, disegnare un percorso quasi perfettamente circolare, che coincideva ampiamente con la circonferenza delimitante i terreni da sottoporre a bonifica, identificati dalla legge del 1878 nota come della bonifica dell'Agro Romano.

Il Grande Raccordo Anulare a due corsie poco prima del raddoppio e lo svincolo, a raso, di Via Tiburtina (marzo 1962)

Il centro dell'anello fu posto sul Miliario aureo dell'Urbe antica, nei pressi del Foro Romano, a distanza di poco più di 11 km (il settimo miglio) dalla circonferenza del tracciato. I lavori ebbero inizio il 25 ottobre 1946.
Nelle intenzioni originali, considerate le dimensioni contenute di Roma, il Raccordo Anulare aveva la funzione primaria di evitare l'attraversamento del centro cittadino al traffico di passaggio, più che di fornire una viabilità di circonvallazione per raggiungere le sue diverse zone in tempi più rapidi, tant'è che fu originariamente progettato e realizzato a due corsie su singola carreggiata, privo delle caratteristiche peculiari di un'autostrada. Ciò è evidente, ad esempio, dalla diversa architettura e altimetria dei ponti dell'attraversamento nord del Tevere. Il primo, il ponte storico della diga della centrale idroelettrica di Castel Giubileo, fu aperto nel 1951, il successivo fu costruito negli anni settanta. Differenze analoghe sono riscontrabili anche sui ponti dell'attraversamento meridionale del fiume.
Ci vollero diversi anni dalla sua inaugurazione (quando il boom economico e l'enorme espansione urbanistica della città determinarono un aumento esponenziale del traffico automobilistico) perché si evidenziasse l'utilità di un'opera altrimenti molto criticata. L'incremento del trasporto su gomma trasformò il Raccordo in una struttura fondamentale non solo per la viabilità, ma anche (nel bene e nel male) per i futuri piani di espansione della città, costituendo da questo momento in avanti il protagonista dei successivi Piani Regolatori.

### L'esercizio (1951-1982)

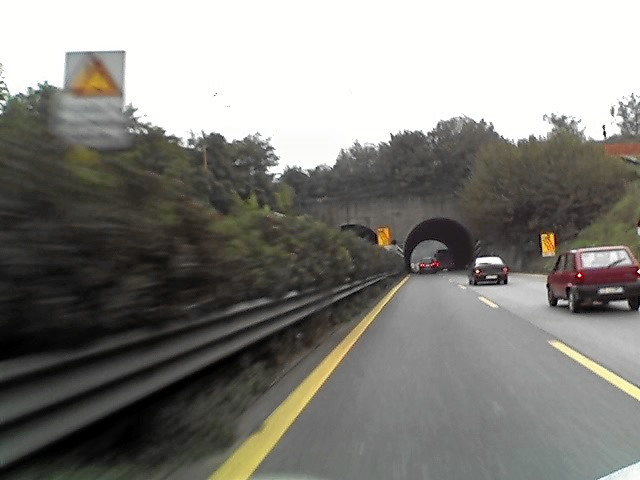
Vecchia galleria Cassia, corsia esterna. La variante di tracciato a 3 corsie è stata costruita a una quota inferiore (febbraio 2007)

Il primo tratto (Via Appia - Via Aurelia) fu inaugurato il 7 agosto 1951, a cui seguirono:
- 24 luglio 1952:[23] tratto Via Flaminia - Via Tiburtina
- 1955: tratto Via Tiburtina - Via Appia.[17]

In cinque anni fu quindi completato circa il 75% del tracciato; fu l'inizio di un costante numero di avvenimenti che lo riguardarono, sia su scala nazionale che locale, a partire dall'inizio del decennio successivo: il 10 settembre 1960 si corse la maratona delle XVII Olimpiadi di Roma e il tratto del GRA tra Via Cristoforo Colombo (km 20,300 della corsa) e Via Appia Antica (km 30,750) fu incluso nel tracciato; gli atleti lo percorsero in senso antiorario, sulla costruenda corsia esterna, per un totale di 10,450 km.
Nel decennio in corso le attività di ricostruzione e di sviluppo procedettero sempre più serrate. Si evidenziò chiaramente nelle scelte politiche la volontà di privilegiare il trasporto su gomma. La premessa fu costituita dal programma emanato nel 1952 dall'allora ministro dei lavori pubblici Salvatore Aldisio, in cui si ravvisava la necessità di costruire nuove autostrade e ampliare quelle esistenti, concretizzatosi, pochi anni dopo, nella legge nº 463 del 21 maggio 1955 (più nota come "Legge Romita") e nell'annesso Piano Autostradale Nazionale.
Le autostrade previste per Roma erano quattro, le cui più importanti e prioritarie furono la A1 Roma-Milano e la A2 Roma-Napoli, per le quali fu deciso che i rispettivi tracciati iniziassero e terminassero sul GRA, evitando al traffico autostradale l'attraversamento del centro cittadino.
Fu evidente che il tracciato a singola carreggiata del GRA non poteva bastare ad accogliere l'intenso traffico previsto, e vari raddoppi di carreggiata furono messi in cantiere a stretto giro. Pochi anni dopo l'entrata in esercizio, nel 1962, stesso anno dell'inaugurazione della A2, fu inaugurato il primo tratto a 4 corsie con standard autostradali, tra Via Salaria e Via Tuscolana.
Nello stesso anno venne promulgato il Piano Regolatore Generale, il primo grande tentativo di riassetto urbanistico post-bellico di Roma.
Il principale obiettivo del piano era un ambizioso progetto noto come Sistema Direzionale Orientale o SDO (mai realizzato) di riorganizzazione e ricollocazione delle infrastrutture direzionali della città fuori dal centro storico.
Fu individuata una vasta area a est del centro, destinata a ospitare ministeri e uffici. La zona avrebbe dovuto essere servita da una superstrada, chiamata Asse Attrezzato, che si originava come prolungamento da nord dell'A1 Roma-Firenze e, tramite una penetrazione urbana, si sviluppava attraverso un tracciato secante al GRA, fino a innestarsi su Via Cristoforo Colombo.
Il GRA avrebbe dovuto costituire una struttura di viabilità essenziale al progetto e, per questa ragione, il P.R.G. ne prevedeva il potenziamento, nel quadrante orientale.
Il settore occidentale, invece, non sembrava costituire una priorità, tant'è che richiese quasi 20 anni per essere costruito. Il piano regolatore ne prevedeva comunque il completamento, con una carreggiata ridotta (dall'autostrada Roma-Fiumicino in poi) e soprattutto la costruzione di una superstrada (mai realizzata) che doveva costituire il prolungamento del GRA, partendo dalla Via Cassia per terminare sulla Via Aurelia, all'altezza di Passoscuro. Il GRA avrebbe assunto in questo modo una singolare conformazione a ferro di cavallo. Ma, contrariamente a quanto previsto, questi progetti rimasero solo sulla carta e si concretizzò, invece, l'ultimazione del tratto finale, quello tra Via Aurelia e Via Flaminia (quadrante nord-ovest), realizzato direttamente con standard autostradali (la classificazione del GRA in autostrada ebbe inizio nel 1969). Gli ultimi 6 chilometri di tracciato, tra Via Cassia e Via Flaminia furono inaugurati il 16 settembre 1970 da Ennio Chiatante, presidente dell'ANAS. Dopo 19 anni, i lavori erano finalmente completati e l'anello chiuso e pienamente operativo.
Fino alla costruzione del tunnel dell'Appia Antica questo è stato l'unico tratto del GRA a contemplare una brevissima galleria naturale (66 metri, a doppia canna), che sottopassa Via Cassia.
Negli anni settanta proseguirono i lavori per il raddoppio di carreggiata e l'adeguamento agli standard autostradali nel quadrante occidentale. Il termine dei lavori, con il raddoppio del Ponte di Castel Giubileo, e la riclassificazione dell'intero tracciato in autostrada avvennero nel 1979.

### I primi lavori per la terza corsia (1983-1995)

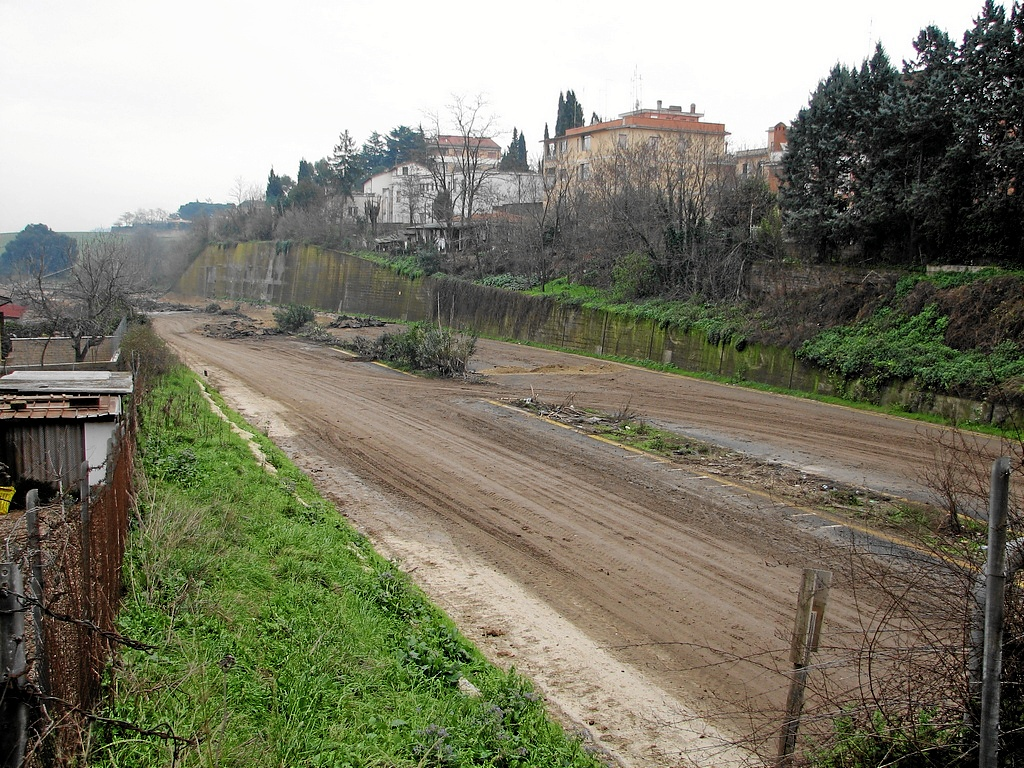
La costruzione del nuovo svincolo di Via Trionfale ha richiesto una variante di tracciato del raccordo, che si sviluppa ad una altimetria notevolmente inferiore della precedente con un tratto in galleria naturale. Il tracciato del 1970 è stato dismesso nel gennaio 2007 e il sedime riutilizzato per gli svincoli di via Trionfale (foto: febbraio 2007, vecchio tracciato demolito, prima della costruzione dello svincolo).

Il GRA fu sottoposto negli anni a varie opere di ammodernamento e ampliamento per rispondere al costante aumento del traffico.
I lavori per la terza corsia ebbero inizio nel 1983 sul tratto tra gli svincoli dell'A91 Roma-Fiumicino e Casal Lumbroso (quadrante ovest, sud-ovest). Fu inoltre costruita una viabilità complanare, consistente in due carreggiate esterne di due corsie ognuna, allo scopo di snellire il traffico in corrispondenza degli svincoli. Gli altri lavori furono:
- 21 luglio 1988: apertura della bretella autostradale Fiano-San Cesareo. Pur non direttamente correlata con la viabilità del GRA, quest'opera ebbe un'importanza strategica poiché fu costruita per rispondere alla doppia esigenza di abbreviare la distanza tra Firenze e Napoli e dirottare l'intenso traffico stradale non diretto a Roma (stimato all'epoca in circa 30 000 attraversamenti giornalieri)[29] che, in precedenza, si riversava sul tratto orientale del raccordo.
- anni novanta: costruzione della terza corsia fra gli svincoli di Via Nomentana e Via Prenestina (quadrante nord-est, est).
- anni novanta: terza corsia fra gli svincoli di Via Ardeatina e Via Pontina (quadrante sud).

Al termine di questo primo blocco di lavori, nel 1997, la terza corsia era presente su circa 33 km (poco meno del 50% della sua estensione), pur con delle importanti discontinuità, soprattutto nel quadrante orientale.
La costruzione della terza corsia fu inoltre l'occasione per colmare una carenza significativa: il raccordo anulare era stato, fino a quel momento, del tutto sprovvisto di aree di servizio e distributori di carburante. Durante gli ampliamenti fu prevista quindi l'area di servizio Pisana, la prima a essere inaugurata, tra gli svincoli Pisana e Casal Lumbroso.

### I lavori del Giubileo (1996-2000)

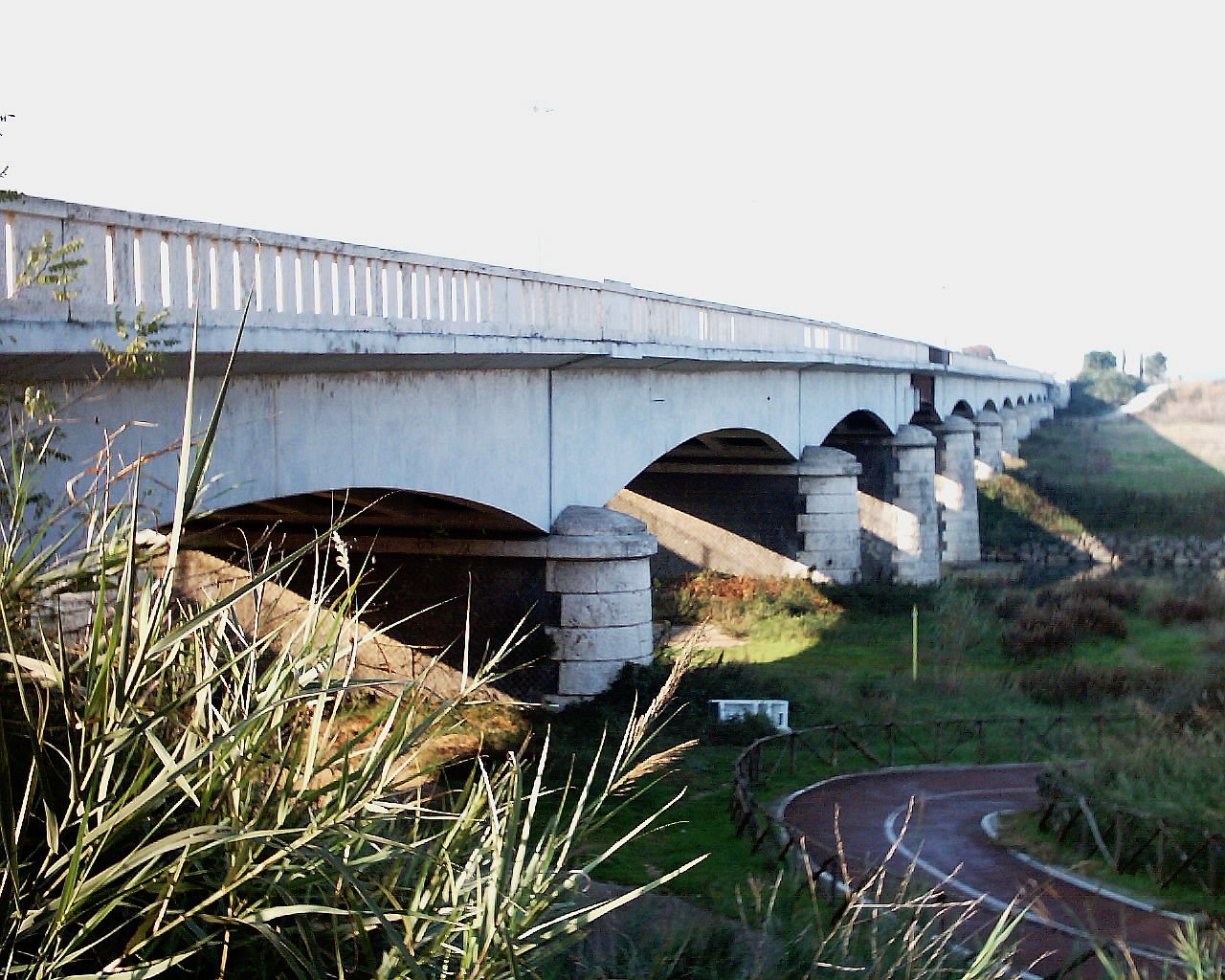
Il ponte monumentale di Mezzocammino (fino al 2000 corsia interna del GRA, dallo stesso anno divenuta corsia di immissione dalla Via del Mare)

In occasione del Giubileo del 2000 fu realizzata una serie di ampliamenti rilevanti, al termine della quale circa 50 km continui del tracciato presentavano almeno 3 corsie. I tratti interessati furono:
- fra Casal Lumbroso e Via Aurelia (quadrante ovest).
- fra Via Prenestina e Via Tuscolana (quadrante est, sud-est).
- fra Castel Giubileo e Via Nomentana (quadrante nord). I lavori relativi a questo tronco inclusero la ricostruzione dello svincolo di immissione della A1 Diramazione Nord, che fu predisposto per la costruzione di un tronco di penetrazione urbana della A1 fino al Viadotto Giuseppe Saragat ma mai realizzato (che avrebbe dovuto costituire il terminale nord dell'Asse Attrezzato).
- fra gli svincoli di Via Tuscolana e Via Laurentina (uno dei tratti notoriamente più trafficati), con la realizzazione del doppio tunnel dell'Appia Antica sottopassante l'omonima monumentale strada consolare e le zone limitrofe, adibite a parco regionale nel 1988.[32] In precedenza l'Appia Antica veniva separata in due tronconi, senza possibilità di attraversamento, dal tracciato del Raccordo. Per questo tratto si rese inoltre necessaria la costruzione di una variante della corsia interna tra le uscite di Via Tuscolana e Via Appia, poiché la presenza di diversi fabbricati commerciali (principalmente rivendite di materiali da illuminazione) costruiti a ridosso della carreggiata rese impossibile l'allargamento in loco. Questo tratto fu ironicamente soprannominato "la variante lampadari"[33] ed è privo della corsia di emergenza, nonostante non vi fossero impedimenti di spazio per la sua costruzione. I piani originari, approvati dopo lunghe discussioni, prevedevano che la variante fosse provvisoria (onde garantire la terza corsia per l'inizio del Giubileo), per poi demolire gli esercizi abusivi e ricostruire la corsia definitiva sulla stessa sede stradale (e declassando la variante provvisoria a viabilità locale)[34]. Tale piano, previsto entro 5 anni dalla conclusione del Giubileo, non ha mai trovato attuazione.
- fra Via Laurentina e l'A91 Roma-Fiumicino. Per questo tratto di raccordo fu costruito un nuovo ponte sul Tevere, utilizzato per la corsia esterna. Il più vecchio degli altri due preesistenti, il ponte di Mezzocammino è una delle poche opere sopravvissute al succedersi dei lavori di ampliamento. Inizialmente unico attraversamento sul Tevere della carreggiata singola, poi corsia interna, dopo una ristrutturazione conclusasi nel 2003,[35] è utilizzato come corsia di immissione dallo svincolo della Via del Mare verso la nuova corsia interna; inoltre è dichiarato monumento e vi è stata apposta una targa commemorativa. Il ponte più recente fu allargato e riutilizzato come corsia interna. L'estensione ha richiesto l'utilizzo di ampi giunti longitudinali metallici per tutta la sua lunghezza; il rischio dovuto alla ridotta aderenza sul bagnato ha richiesto l'adozione di limiti di velocità particolari, in caso di pioggia, segnalati da un apposito cartello: 50 km/h sulla corsia di marcia laterale, 70 km/h sulla corsia centrale, 90 km/h sulla corsia di sorpasso.

### Il quadrante nord-ovest (2002-2011)

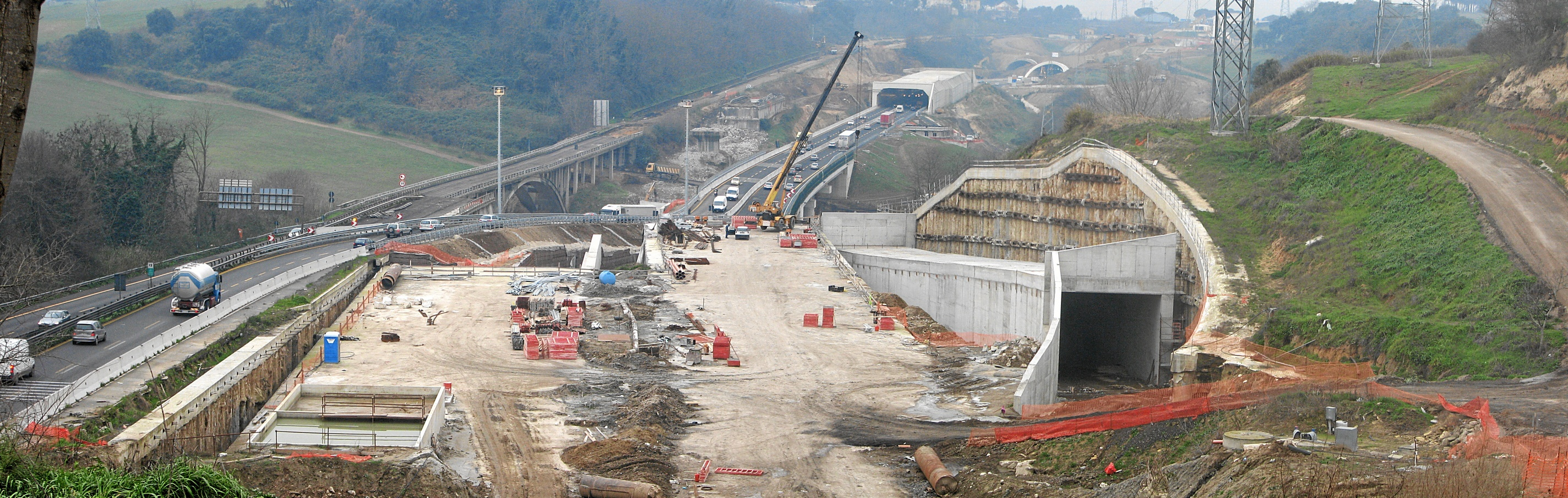
Lavori nel quadrante nord-ovest, zona Cassia. È visibile la futura corsia esterna del nuovo tracciato (utilizzato provvisoriamente per entrambi i sensi di marcia), il vecchio tracciato del 1970 (a quota più alta, in demolizione) e le gallerie Acqua Traversa e Trionfale. Sulla destra, l'imbocco di una rampa in galleria dello svincolo Cassia, in ristrutturazione (febbraio 2007).

Nel 2002 ebbero inizio i lavori per la costruzione della terza corsia nel quadrante nord-ovest, fra gli svincoli Aurelia e Castel Giubileo.
Le opere in cantiere furono fra le più complesse nell'ambito delle attività di ammodernamento del GRA, con circa 3 chilometri su 18,5 realizzati in variante di tracciato, numerose varianti altimetriche, tratti in galleria artificiale o naturale e viadotti. Tra le opere più rilevanti sono da menzionare:
- Nuova galleria di Selva Candida (circa 1 km), realizzata allo scopo di ricostruire la continuità urbanistica dei quartieri di Selva Candida e Palmarola, precedentemente separati dal vecchio tracciato di superficie.[36]
- Variante di tracciato più settentrionale e a quota più bassa di circa 20 m tra la galleria Volusia e lo svincolo Trionfale,[38] realizzata allo scopo di recuperare la continuità paesaggistica della Riserva Naturale dell'Insugherata[36] e di eliminare un tratto di strada reso insidioso da una brusca variazione altimetrica in curva. Tra i nuovi manufatti vi furono galleria Cassia (la cui sezione stradale di 18,50 m è la più larga tra i tunnel italiani)[39] e il viadotto Quarto degli Ebrei.[38]
- Svincolo di Via Trionfale, che comprende delle rampe in galleria naturale.[36]
- Nuovo ponte sul Tevere, costruito con struttura mista acciaio-calcestruzzo, strutturalmente continuo su tre luci, la centrale di 102 metri, le laterali di 67 metri ciascuna.
- Nuove gallerie Parco di Veio I e II, Villa Romana, Acqua Traversa, Trionfale e Volusia.

Il completamento delle opere, non senza ritardi e contrattempi, si svolse progressivamente in un arco di 9 anni:

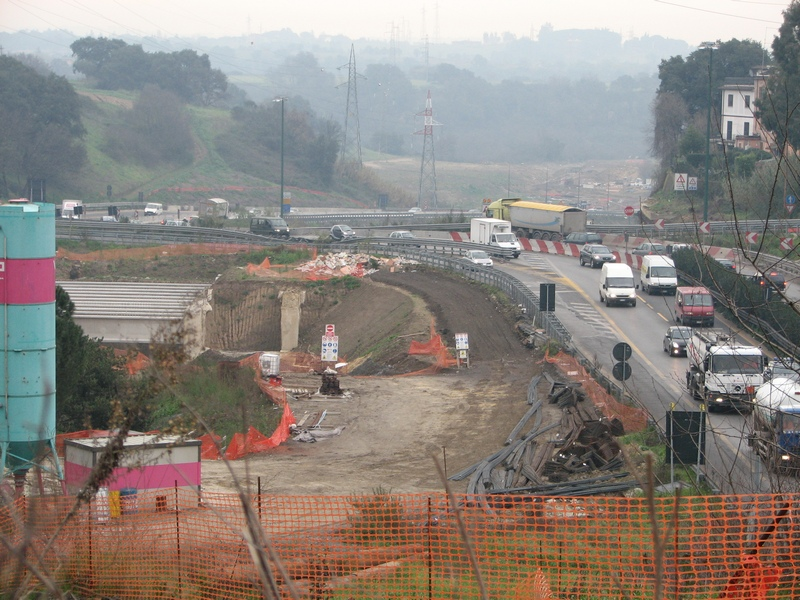
Lavori per la terza corsia, cavalcavia di Via Cassia, direzione Flaminia. La stretta curva a sinistra immetteva su una variante provvisoria. In origine il tracciato proseguiva in discesa su 2 viadotti ora demoliti (febbraio 2007)

- 9 febbraio 2006: inaugurazione di 14 km tra lo svincolo con la Via Aurelia e Selva Candida e tra la Valle della Crescenza e la Valle del Crèmera.[37] In questo tratto furono aperti i nuovi svincoli Ospedale Sant'Andrea,[30] Casal del Marmo e Montespaccato e sono stati ristrutturati quelli della SS2 Bis Cassia Veientana[30] e di Boccea.
- dicembre 2006: parziale apertura al transito del nuovo ponte nord sul Tevere (carreggiata esterna).
- 23 gennaio 2007: inaugurazione di due delle quattro rampe dello svincolo Trionfale (nel quartiere Ottavia),[40] con una cerimonia tenuta al km 10 all'altezza della galleria Quarto degli Ebrei, alla presenza delle autorità in carica all'epoca: il Ministro delle infrastrutture Antonio Di Pietro, il Sindaco di Roma Walter Veltroni, il presidente ANAS Pietro Ciucci e altri. Lo svincolo fu accessibile, fino al 27 novembre 2008, solo in carreggiata esterna in entrata, e in carreggiata interna in uscita.
- giugno 2007: aperto completamente al transito il nuovo ponte nord sul Tevere e dismissione dello storico Ponte di Castel Giubileo.
- 9 agosto 2007: apertura di un tratto in corrispondenza di via Trionfale per 1,5 km e uno di 1,2 km compreso tra la Cassia e la Valle della Crescenza, entrambi in carreggiata interna.[1] Ultimate la galleria Trionfale in carreggiata interna, le gallerie Villa Romana e Volusia.
- 15 ottobre 2007: apertura di una nuova carreggiata per corsia tra il km 17,400 e il km 19,000, all'altezza dello svincolo Flaminia. Il termine dei lavori in questa porzione di tracciato permise la rimozione di un notevole restringimento della carreggiata esterna che provocò intensi rallentamenti per tutta la durata della ricostruzione.[41]
- 17 giugno 2008: completamento della ristrutturazione dello svincolo di Via Flaminia[39] e completamento dello scavo della nuova galleria Cassia in carreggiata esterna.[39]
- 27 novembre 2008: apertura al traffico delle restanti rampe dello svincolo Trionfale e inaugurazione della nuova galleria Cassia esterna.[42] Con quest'opera, l'intero anello esterno del GRA fu dotato di almeno 3 corsie.

La conclusione dei lavori, inizialmente fissata per la fine del 2006, fu posticipata più volte. Lo slittamento fu motivato dall'ANAS dal ritardo nell'inizio dei lavori dovuti ai ricorsi al TAR presentati da ditte concorrenti all'appalto. In particolare per quanto riguarda la nuova galleria Cassia, degli importanti ritrovamenti archeologici e la morfologia particolarmente instabile dei terreni interessati determinarono ulteriori ritardi. Il diaframma della galleria nella corsia interna fu abbattuto il 25 novembre 2009; secondo le dichiarazioni rese dal Presidente dell'ANAS nell'occasione, la completa conclusione dei lavori sul GRA, con l'apertura della nuova galleria Cassia in corsia interna, sarebbe dovuta avvenire nel maggio del 2010. La Galleria Cassia in carreggiata interna fu inaugurata il 30 giugno 2011, dopo che il cantiere di quest'ultimo tratto fu sequestrato per un anno a causa di una denuncia da parte di alcuni abitanti degli edifici adiacenti.
Con l'apertura di quest'ultima galleria furono completati i lavori per la terza corsia sull'intero anello del GRA.

### Altri lavori
Oltre al quadrante nord-ovest, il GRA è stato interessato da altri lavori, nel corso degli ultimi anni:
- luglio 2005: apertura del nuovo svincolo di Via della Bufalotta (Porta di Roma), localizzato nel quadrante nord, in corrispondenza di una zona in corso di forte espansione residenziale e commerciale.
- 6 maggio 2010: termine lavori di ristrutturazione e ampliamento dello svincolo GRA/autostrada Roma-Fiumicino (durati circa 3 anni), funzionali all'allacciamento sulla nuova viabilità complanare della nuova Fiera di Roma.[46]
- Ristrutturazione dello svincolo GRA/A24, contestualmente alla costruzione delle nuove complanari sull'autostrada A24.[47] Lo svincolo, originariamente a quadrifoglio, fu riprogettato, oltre che per consentire l'allacciamento delle complanari, per permettere un afflusso e deflusso più rapido e omogeneo dei veicoli tramite l'eliminazione di alcune interferenze nelle rampe di immissione ed emissione.[48] La prima rampa fu aperta il 6 marzo 2014,[49] seguita dalle successive, contestualmente all'inaugurazione delle complanari della A24 il 25 aprile 2014.[50]
- 5 dicembre 2015: apertura del nuovo svincolo per via Prenestina bis ottenuto trasformando un vecchio svincolo per l'inversione di marcia tra via Casilina e via Prenestina.[51]
- novembre 2019: per la sicurezza preventiva antincendio nelle 2 canne della galleria monodirezionale Appia Antica (GRA - Roma) è stato installato sistema antincendio a DILUVIO ACQUA-ADDITIVO totalmente automatizzato, che attraverso due linee di ugelli installati sulle pareti laterali, eroga su sezioni di lunghezza predefinita, un liquido estinguente particolarmente efficace sulle tipologie di focolai di classe A (solidi) e/o B (liquidi) possibili in galleria.

## Scenari futuri
Si discute su quale potrà essere il futuro di questa opera così fondamentale per la città.
Tra i progetti in corso, previsti o possibili sono da segnalare:

### Nuove opere
- La costruzione di un nuovo svincolo per la Via Portuense, secondo quanto riportato dal più recente Piano Regolatore di Roma.[52] Non vi sono tuttavia previsioni sulla possibile data di inizio lavori.
- L'estensione delle complanari esterne all'intero tracciato dell'anello, dedicandole alla viabilità locale, con lo scopo di fluidificare il traffico in corrispondenza di alcuni svincoli molto utilizzati.[53] Nel 2020 è stato completato dall'ANAS uno studio di fattibilità del prolungamento delle complanari monodirezionali dallo svincolo di Parco De' Medici allo svincolo Laurentina,[54] la costruzione della quarta corsia fino alla galleria Appia[54] e il potenziamento degli svincoli tra Via Appia e Via Prenestina.[54]
- Il rifacimento dello svincolo Ardeatina (uscita numero 24), contestualmente ai lavori di potenziamento della viabilità di questa strada.[55]

### Pedaggio
In numerose circostanze si è ipotizzato di introdurre un pedaggio sul GRA; tuttavia, una serie di fattori ne hanno impedito la concretizzazione; innanzitutto, la difficoltà di implementazione delle infrastrutture per la riscossione che impatterebbero negativamente sulla già critica situazione del traffico, il fatto che si tratti di una strada progettata all'interno di un solo comune, e non ultima, l'impopolarità di questa proposta presso la cittadinanza e parte dell'amministrazione pubblica.

#### Proposta di pedaggio del 2005
A fine 2005, il Presidente dell'ANAS di allora, Vincenzo Pozzi, rese nota una proposta di pedaggio di 30 centesimi (o 50, secondo altre fonti) che avrebbe riguardato solo il traffico extraurbano proveniente dalle autostrade; l'esazione sarebbe avvenuta ai caselli già esistenti, con esclusione quindi del traffico dei pendolari.
Tuttavia, le dichiarazioni del Ministro delle Infrastrutture Di Pietro, rese nel gennaio 2007, e confermate dal Presidente dell'ANAS Pietro Ciucci nell'agosto 2007 e nel marzo 2008 smentirono in parte questa ipotesi, perlomeno nel breve termine.

#### Ipotesi di pedaggio del 2008
Nel marzo 2008 fu resa nota un'ulteriore ipotesi di transito a pedaggio allo studio da parte del Ministero delle infrastrutture. Il pagamento avrebbe riguardato esclusivamente i veicoli industriali, con una differenziazione di prezzo basata sulla categoria di emissioni del motore e riscossione anticipata forfettaria tramite un contrassegno adesivo (vignetta).

#### Pedaggio forfettario del 2010 (legge finanziaria), poi abolito
Nessuna delle precedenti proposte trovò realizzazione fino a maggio 2010, quando la possibilità di tassazione sul GRA fu reintrodotta attraverso un articolo della legge finanziaria di quell'anno, ove si prevedeva l'introduzione di un pedaggio diretto sui raccordi autostradali e sulle autostrade in gestione diretta all'ANAS, suscitando anche in questo caso opinioni contrastanti nell'opinione pubblica e nei diversi schieramenti politici.
Il decreto legge (così come modificato dal comma 4 dell'articolo 1, del decreto legge n. 125/2010) prevedeva l'introduzione del nuovo sistema di pedaggio, al più tardi, entro il 30 aprile 2011 (scadenza poi rinviata per la mancanza dei decreti attuativi); secondo la relazione tecnica allegata avrebbe dovuto trattarsi di un sistema di riscossione tipo free flow (a flusso libero) in luogo dei tradizionali caselli; in attesa della realizzazione delle infrastrutture connesse (telecamere, sala di controllo, ecc.), in via transitoria, a partire dal 1º luglio 2010 fu aumentato il pedaggio (fino a un massimo di 1 euro per le autovetture, 2 euro per i mezzi pesanti, a seconda della stazione di ingresso) alle seguenti stazioni e barriere di pedaggio:
- autostrada A1 e diramazioni nord e sud: barriera di Roma Nord, barriera di Roma Sud, Fiano Romano[67];
- autostrada A24: barriera di Roma Est, Lunghezza, Settecamini, Ponte di Nona[67].

In seguito a ricorsi presentati al TAR del Lazio e del Piemonte da parte di enti locali, e in seguito a un decreto del Consiglio di Stato, gli aumenti forfettari provvisori furono eliminati dal 4 agosto 2010 perché secondo la sentenza: "il pedaggio non può essere una tassa ma è il pagamento di un servizio specifico" (l'utilizzo di una strada). Infatti nelle barriere e/o negli svincoli dove era previsto il pagamento del pedaggio forfettario un utente che non proseguiva per il GRA avrebbe comunque pagato per il suo utilizzo.
Nella Gazzetta Ufficiale del 13 settembre 2010 fu pubblicato il bando di gara per la fornitura di tutte le infrastrutture e le apparecchiature di gestione del pedaggiamento. La gara fu aggiudicata al gruppo Atlantia. Tuttavia, mentre per i pedaggi provvisori forfettari erano state scelte con decreti le tratte da pedaggiare, fu rimandata varie volte, e infine accantonata l'emissione del decreto contenente le tratte ANAS da sottoporre a pedaggio definitivo.

#### Ipotesi di pedaggio del 2016
Un ennesimo tentativo di discutere l'introduzione di un pedaggio, su iniziativa di alcune formazioni politiche nel 2016, si concluse con un nulla di fatto; a tale proposito il presidente dell'ANAS Gianni Vittorio Armani ribadì come, dopo il fallito tentativo della Legge Finanziaria del 2010, fosse fuori discussione ogni ulteriore proposta di pedaggio nel breve e lungo termine.

### Nuovo GRA
Si è ipotizzata da tempo la costruzione di nuove infrastrutture di circonvallazione di Roma (assimilabili a un secondo GRA più esterno), nel tentativo di ovviare alla cronica congestione del raccordo anulare e per offrire una viabilità tangenziale adeguata alle oramai numerosissime zone industriali, commerciali e residenziali sorte al suo esterno (oltre al popoloso retroterra di Roma), nonostante la difficile situazione ecologica dell'Agro Romano.
Di questo progetto si parlò per la prima volta in occasione di un convegno organizzato dall'Unione degli Industriali di Roma il 4 marzo del 2003. In quell'occasione l'ANAS dichiarò che per quest'opera, denominata Nuova Infrastruttura Anulare (N.I.A.) esisteva anche uno studio di fattibilità. La proposta fu rilanciata nel febbraio 2006, per voce del Presidente in carica all'epoca, Vincenzo Pozzi, il quale dichiarò che la NIA di Roma era stata inserita nel Piano Decennale dell'Anas 2003-2012.
Il progetto di massima prevedeva una nuova tangenziale esterna al vecchio GRA di circa 120 km, dal tracciato più irregolare, con un diametro di 40 chilometri, 20 svincoli e 7 interconnessioni con il sistema autostradale esistente. Il costo dei lavori fu stimato in oltre 5 miliardi di euro; L'opera avrebbe dovuto essere realizzata in diverse fasi, ad iniziare dal tratto tra Via Salaria e Via Appia, e finanziata attraverso investitori privati (finanza di progetto).
L'opera è stata fortemente osteggiata dalle associazioni ambientaliste in virtù della sua presunta inutilità e per il fatto che l'autostrada avrebbe previsto l'attraversamento di 5 aree naturali protette: la Riserva di Decima Malafede, la Riserva naturale della Marcigliana, il Parco Regionale di Veio, la Riserva naturale di Nomentum e la Riserva naturale del Litorale romano.
Per il tracciato furono fatte diverse ipotesi: nella zona nord-est la strada avrebbe attraversato la Riserva della Marcigliana fino ad incrociare Via Nomentana appena prima di Poggio Fiorito. Nella seconda invece avrebbe lambito Mentana, giungendo alla Riserva Naturale di Nomentum, sfiorando la A1 a partire dall'incrocio con via Palombarese.
Altre due le varianti previste dal progetto. La prima, che incrocia l'A24, si sarebbe manutenuta sotto via Ponte di Nona e via Borghesiana raggiungendo la diramazione dell'autostrada del Sole alla barriera di Roma Sud, passando all'esterno per Lunghezza e la barriera di Roma Est. L'ultima variante sarebbe transitata appena sotto Frascati e, sfiorando Ciampino, avrebbe attraversato via Anagnina, incrociando l'Appia Nuova.
A un iniziale entusiasmo seguì un lungo periodo di silenzio sull'argomento, interrotto dal presidente dell'ANAS Ciucci che nell'agosto 2007 confermò l'esistenza di un progetto di fattibilità per il quale, tuttavia, non erano previsti i tempi di realizzazione. La realizzazione della NIA fu inoltre inserita nel programma elettorale di diverse formazioni politiche per le elezioni italiane del 2008 e per le elezioni amministrative comunali e provinciali. A novembre 2009 Ciucci riferì nuovamente in merito alla possibile opera, ritenendo necessari circa 1,5 miliardi di euro di investimenti privati per la realizzazione.

## Nei media
- Nel film del 1953 I vitelloni di Federico Fellini la scena dove Alberto (Alberto Sordi) sbeffeggia gli operai al lavoro fu girata su uno dei primi tratti del Grande Raccordo Anulare aperti al traffico.[83]
- La vita intorno al Grande Raccordo Anulare è il soggetto di un film-documentario del 2013, coprodotto da Italia e Francia, con la regia di Gianfranco Rosi[84] dal titolo Sacro GRA;[85] la pellicola vinse il Leone d'Oro per il Miglior Film alla 70ª edizione della Mostra Internazionale d'Arte Cinematografica della Biennale di Venezia.
- Nel film del 1972 Roma di Federico Fellini viene inscenato un gigantesco ingorgo sul Raccordo Anulare, sebbene ricostruito negli studi di Cinecittà.[86]
- Il comico Corrado Guzzanti dedicò al GRA una canzone, Grande Raccordo Anulare, parodiando il cantante romano Antonello Venditti e impersonandolo al programma TV L'ottavo nano su Rai 2[87]. Guzzanti ripropose il brano a sorpresa durante il concerto di Venditti per il terzo scudetto della Roma nel 2001, registrato nell'album Circo Massimo 2001.
- Il cantante Max Pezzali ha sottolineato la criticità del traffico sul GRA nella sua canzone Chiuso in una scatola.[88]
- Grande raccordo è il titolo di una raccolta di racconti di Marco Lodoli (Bompiani, 1989).
- Il collettivo di rapper romani noto col nome di Tiger Fregna vi ha dedicato un intero pezzo intitolato GRA[89]
- È citato nel testo della canzone l’Agnello di Dio di Francesco De Gregori.[90]
- Il gruppo Radici nel Cemento cita il raccordo nella canzone Er Traffico de Roma tratta dall'album Occhio! del 2004.[91]
- L’uscita 33 del Grande Raccordo Anulare (Casal Lumbroso) è citata nel singolo di Fulminacci Borghese in borghese, pubblicato nel 2019 e tratto dall’album La vita veramente.

### Esplicative
1. ↑  Rispetto al centro cittadino, posto convenzionalmente sul Miliario aureo dell'Urbe.
2. ↑  L'ultima misurazione ufficiale risale a fine anni novanta ed è destinata a una revisione, in virtù dei lavori di ampliamento in variante di tracciato.
3. ↑  L'intitolazione del Raccordo Anulare a Eugenio Gra, suo principale fautore, non fu mai ufficializzata, sebbene sia unanimemente nota e riconosciuta come tale. Molti anni più tardi all'ingegner Gra fu ufficialmente dedicata  un'altra strada di Roma [collegamento interrotto], su maps.google.it. nel suburbio Gianicolense.
4. ↑  In diverse fonti, soprattutto online, l'opera è erroneamente attribuita al fratello, Giulio Gra, anch'egli ingegnere (ad esempio  L'ingegner Gra e il «suo» raccordo, su archiviostorico.corriere.it. URL consultato il 1º giugno 2014 (archiviato il 3 maggio 2015).). Si veda anche  Giulio Gra, in Dizionario biografico degli italiani, Roma, Istituto dell'Enciclopedia Italiana.
5. ↑  L'attuale legislazione italiana (legge nº 1188 del 23 giugno 1927) non consente l'intitolazione di strade a persone che non siano decedute da almeno 10 anni.
6. ↑  Ovvero approssimativamente a "ore 9".
7. ↑  Somma di tutti gli svincoli di entrata e/o uscita, inclusi quelli non numerati, esclusi gli svincoli di inversione di marcia.
8. ↑  I pareri e alcune fonti non ufficiali sono discordi sulla velocità massima consentita sul Grande Raccordo Anulare. Il GRA è classificato come autostrada pertanto,  secondo l'articolo 142 del vigente Codice della Strada, su patente.it. URL consultato il 21 aprile 2007 (archiviato il 28 aprile 2007)., non vi è alcun dubbio che il limite di velocità, in condizioni meteorologiche favorevoli e fatte salve le eccezioni previste dal medesimo, sia di 130 km/h.

A ulteriore conferma il  sito web dell'ANAS, su stradeanas.it. URL consultato l'11 novembre 2006 (archiviato dall'url originale il 7 dicembre 2016)., concessionaria del GRA, sezione relazioni con il pubblico/domande frequenti riporta testualmente:

«[…] Il limite di velocità sulle autostrade gestite da Anas tra cui G.R.A e Roma-Fiumicino secondo il Codice della strada è di 130 km/h, la velocità dovrà adeguarsi alle condizioni meteorologiche, ai limiti imposti per lavori in corso e a quant'altro possa limitare la velocità massima consentita. I limiti di velocità lungo le strade statali sono determinati da un'ordinanza emessa del Capo Compartimento della sede regionale, che gestisce quel tratto di strada […]».

A ulteriore conferma di quanto affermato, si può notare che:
  - Vi sono dei tratti del GRA in cui la velocità è limitata a 110 km/h e ciò è esplicitamente segnalato.
  - Riguardo all'eccezione sollevata da alcune fonti che "non vi sarebbero sul GRA cartelli che indicano che il limite di velocità sia 130 km/h" si deve notare che, secondo il Codice della Strada, in mancanza di segnaletica apposita il limite è quello standard previsto per la categoria per cui la strada in oggetto è classificata.
9. ↑  L'apertura dello svincolo di via Trionfale è stato annunciato dai principali organi di informazione come "Aperto il 36º svincolo del GRA", quando solo 33 sono numerati. Comunque, l'assegnazione del numero 4 allo svincolo Trionfale lascia supporre una revisione completa della numerazione.
10. 1 2 3  La lunghezza è quella rilevata sulla segnaletica presente ad inizio galleria.
11. ↑  Alcune fonti ritengono che anche tutte le vie consolari dell'antica Roma partissero da questo punto, e da qui fossero anche calcolate le progressive miliarie. Tale ricostruzione, sebbene ritenuta da molti attendibile, è tuttavia priva di riferimenti storici puntuali.

### Bibliografiche
1. 1 2 3 4 5   ANAS, ANAS, il Grande Raccordo Anulare (PDF), su stradeanas.it, 2007. URL consultato l'8 aprile 2008 (archiviato dall'url originale il 27 settembre 2007).
2. ↑   Adeguamento dei canoni dei corrispettivi dovuti per l'anno 2009 per la pubblicità stradale, le concessioni e le autorizzazioni diverse (PDF), su stradeanas.it. URL consultato il 23 agosto 2015 (archiviato il 13 settembre 2011).
3. ↑   Anas S.p.A. - Sistemi Informativi, Anas S.p.A. - Grande Raccordo Anulare di Roma, su stradeanas.it. URL consultato il 15 aprile 2016 (archiviato dall'url originale il 27 aprile 2016).
4. ↑   Tratte autostradali in gestione diretta Anas, su stradeanas.it. URL consultato il 6 dicembre 2008 (archiviato il 19 luglio 2011).
5. 1 2 3   ANAS (a cura di), GRANDE RACCORDO ANULARE DI ROMA E AUTOSTRADA ROMA – AEROPORTO DI FIUMICINO, su stradeanas.it. URL consultato il 17 ottobre 2020 (archiviato l'11 agosto 2020).
6. 1 2 3   L'arteria più trafficata d'Italia? È il Gra di Roma, su la Repubblica, 12 febbraio 2016. URL consultato il 24 agosto 2021.
7. ↑   Roma, è il Grande raccordo anulare la strada più trafficata d'Italia, in Repubblica.it, 11 aprile 2017. URL consultato il 20 aprile 2017 (archiviato il 21 aprile 2017).
8. ↑   Barcariol, Andrea, Raccordo, Appia, Flacca e Pontina nella lista nera [collegamento interrotto], in Il Tempo, 20 aprile 2007. URL consultato l'8 aprile 2008.
9. ↑   Incidenti,Roma capitale del rischio, in TGCOM, 17 novembre 2010. URL consultato il 17 novembre 2010 (archiviato dall'url originale il 18 novembre 2010).
10. ↑   Grande Raccordo Anulare di Roma e autostrada Roma – Aeroporto di Fiumicino, in Anas S.p.A., 6 dicembre 2016. URL consultato il 6 gennaio 2018 (archiviato il 6 gennaio 2018).
11. ↑   Giulio Gra, in Dizionario biografico degli italiani, Roma, Istituto dell'Enciclopedia Italiana.
12. 1 2 3 4   il Grande Raccordo Anulare, su la romana toponomastica. URL consultato il 21 settembre 2016 (archiviato il 22 agosto 2016).
13. ↑   Sistema Informativo Toponomastica, su comune.roma.it, Comune di Roma. URL consultato il 17 gennaio 2013 (archiviato il 7 febbraio 2015).
14. ↑  Tuttocittà, op. cit.
15. ↑   Camera dei Deputati, Trascrizione della seduta CXXII (PDF), su legislature.camera.it, 23 aprile 1959. URL consultato il 29 aprile 2008 (archiviato il 28 settembre 2013).
16. 1 2 3 4 5 6 7 8 9 10 11 12 13 14 15 16 17 18 19 20 21 22 23   Stefano Baietti, Strade dell'informazione (periodico a diffusione interna), n. 1, ANAS, marzo 2006.
17. 1 2 3 4 5 6 7 8 9 10 11 12 13 14 15 16   Umberto Cao, Territori e culture della metropoli contemporanea (PDF), in Gomorra, n. 9, ottobre 2005,  p. 132, ISBN 88-8353-438-7. URL consultato il 14 aprile 2008 (archiviato dall'url originale il 27 settembre 2007).
18. ↑   Senato della Repubblica: Edmondo Sanjust di Teulada, su notes9.senato.it. URL consultato il 17 aprile 2008 (archiviato il 17 gennaio 2008).
19. 1 2   Marco Pietrolucci, La città del Grande Raccordo Anulare, Roma, Gangemi Editore, 2012,  p. 320, ISBN 9788849220766.
20. ↑   La bonifica dell'Agro Romano e la nascita delle borgate rurali (prima fase), su vejo.it, 2008. URL consultato l'8 ottobre 2008 (archiviato il 4 ottobre 2008).
21. ↑   Il ponte di Castel Giubileo, su marevivo.it, 2004. URL consultato il 14 aprile 2008 (archiviato dall'url originale il 17 ottobre 2007).
22. ↑   Novecento Italiano, cronologia anno 1951, su novecentoitaliano.it. URL consultato il 14 aprile 2008 (archiviato dall'url originale il 25 ottobre 2007).
23. ↑   Novecento Italiano, cronologia anno 1952, su novecentoitaliano.it. URL consultato il 14 aprile 2008 (archiviato dall'url originale il 25 ottobre 2007).
24. 1 2 3 4   the Organizing Committee of the Games of the XVII Olympiad, THE GAMES OF THE XVII OLYMPIAD ROME 1960 - The Official Report of the Organizing Committee part 2 (PDF), in Carlo Colombo Publisher, 1962,  p. 118. URL consultato il 7 febbraio 2011 (archiviato dall'url originale il 27 maggio 2008).
25. ↑   La Maratona di Roma, 1960, Istituto Luce, 10 settembre 1960,  da 2:48 a 3:50. URL consultato il 4 febbraio 2011).
26. ↑  Legge 21 maggio 1955, n. 463, in materia di "Provvedimenti per la costruzione di autostrade e strade e modifiche alle tasse automobilistiche."
27. ↑   A pag. 5, su stradeanas.it, ANAS. URL consultato il 29 giugno 2021 (archiviato il 3 marzo 2016).
28. ↑   Cinegiornale "Sette G S0226": inaugurazione di un tratto del Grande Raccordo Anulare, Istituto Luce, 16 settembre 1970. URL consultato il 14 aprile 2008.
29. ↑  Sergio Lenci, op. cit.
30. 1 2 3 4 5 6 7   Vincenzo Pozzi, ANAS, Gare, contratti, lavori (PDF), in Il libro bianco delle strade, n. 5, 2005,  pp. 99-107. URL consultato il 21 aprile 2008 (archiviato dall'url originale il 27 settembre 2007).
31. ↑   L'Unità, archivio storico, 12/11/1989 [collegamento interrotto], su archiviostorico.unita.it. URL consultato il 5 luglio 2012.
32. ↑   Il Parco regionale dell'Appia Antica, su parcoappiaantica.it. URL consultato il 28 aprile 2008 (archiviato dall'url originale il 4 novembre 2007).
33. ↑   Comune di Roma, Documento sul nuovo piano regolatore per la parte riguardante il 10º municipio (RTF), su comune.roma.it. URL consultato il 28 aprile 2008 (archiviato il 29 giugno 2021).
34. ↑   n.n., GRA e lampadari passa la variante, su ricerca.repubblica.it. URL consultato il 28 gennaio 2014 (archiviato il 19 febbraio 2014).
35. ↑   Roma: risanato il Ponte monumentale sul Gra, in edilio.it, 04 settembre 2003. URL consultato il 14 aprile 2008 (archiviato dall'url originale l'11 settembre 2003).
36. 1 2 3 4   Gazzetta Ufficiale: pronuncia di compatibilità ambientale decreto V.I.A. n. 6231 del 2 luglio 2001 (..), su gazzette.comune.jesi.an.it, 2 luglio 2001. URL consultato il 14 aprile 2008 (archiviato il 27 settembre 2007).
37. 1 2   GRA: aperti 14 dei 18,5 km del quadrante nord-occidentale (PDF) [collegamento interrotto], in Strade dell'Informazione (periodico ANAS a diffusione interna), n. 1, febbraio 2006,  p. 10. URL consultato il 18 aprile 2008.
38. 1 2   Abbattimento del viadotto "Quarto degli Ebrei" sul GRA (PDF) [collegamento interrotto], in Strade dell'Informazione (periodico ANAS a diffusione interna), n. 5, giugno 2006,  p. 9. URL consultato il 15 aprile 2008.
39. 1 2 3 4   Abbattuto il diaframma del tunnel Gra-Cassia, apertura a settembre, su ilvelino.it, 17 giugno 2008. URL consultato il 17 giugno 2008 (archiviato dall'url originale il 18 febbraio 2009).
40. ↑   Anas, Grande Raccordo Anulare di Roma: aperto al traffico il nuovo svincolo di via Trionfale, in Adnkronos, 23 gennaio 2007. URL consultato il 15 aprile 2008 (archiviato dall'url originale il 4 luglio 2010).
41. ↑   GRA: disponibili le carreggiate tra Salaria e Flaminia, su vejo.it, 15 ottobre 2007. URL consultato l'11 aprile 2008 (archiviato il 29 giugno 2021).
42. ↑   Apre la galleria Cassia sul Gra - Tre corsie su tutto l'anello esterno, su 06blog.it, 15 ottobre 2007. URL consultato l'11 aprile 2008 (archiviato il 18 febbraio 2009).
43. ↑   Abbattuto l'ultimo diaframma della Galleria Cassia sul Grande Raccordo Anulare di Roma, su stradeanas.it, 25 novembre 2009. URL consultato il 27 novembre 2009 (archiviato il 22 febbraio 2014).
44. ↑   Gra-Cassia, fine dei lavori. ANAS: “da giovedì 30 giugno apre la galleria in carreggiata interna”, su imagoxx.it, 29 giugno 2011. URL consultato il 27 luglio 2011 (archiviato dall'url originale il 6 luglio 2011).
45. ↑   GRA: Nella galleria Cassia attività parzialmente riprese, su vignaclarablog.it, 28 marzo 2011. URL consultato il 12 maggio 2011 (archiviato il 2 giugno 2011).
46. ↑   Gra, apre nuovo svincolo per aeroporto e Fiera, su roma.repubblica.it, 6 maggio 2010. URL consultato il 21 maggio 2010 (archiviato il 12 maggio 2010).
47. ↑   Infrastrutture. Al via cantiere per le complanari dell'A24, su regione.lazio.it, 24 maggio 2011. URL consultato il 22 agosto 2012 (archiviato l'11 giugno 2011).
48. ↑   Inaugurato Il Collegamento Dall'A24 Al Raccordo, su quattroruote.it, Quattroruote. URL consultato il 22 maggio 2014 (archiviato il 22 maggio 2014).
49. ↑   A24 lavori complanari – Apertura al traffico nuova rampa A con il GRA, su stradadeiparchi.it. URL consultato il 22 maggio 2014 (archiviato dall'url originale il 22 maggio 2014).
50. ↑   Strada dei Parchi: apertura anticipata per le Complanari dell'A24, su stradadeiparchi.it. URL consultato il 22 maggio 2014 (archiviato il 22 maggio 2014).
51. ↑   La Prenestina bis è completata: inaugura il secondo tratto da via Longoni al Raccordo, su RomaToday. URL consultato il 5 aprile 2016 (archiviato il 20 aprile 2016).
52. ↑   Assessorato all'Urbanistica, Municipio XV - Elaborati Gestionali, su urbanistica.comune.roma.it, 2006. URL consultato l'8 aprile 2008 (archiviato dall'url originale il 31 marzo 2009).
53. ↑   Novelli, Susanna, La città degli anelli [collegamento interrotto], su iltempo.ilsole24ore.com, 2010. URL consultato il 21 maggio 2010.
54. 1 2 3   Migliorare il nodo urbano di Roma, su lestradedellinformazione.it. URL consultato il 18 ottobre 2020 (archiviato il 22 ottobre 2020).
55. ↑   Ardeatina dopo i rinvii il progetto definitivo è in fase indizione gara, su urlo.sc101.info, 2010. URL consultato il 16 dicembre 2010 (archiviato dall'url originale il 21 agosto 2021).
56. ↑   Pozzi,Vincenzo, La rete autostradale in gestione diretta (PDF), su stradeanas.it,  p. 84. URL consultato il 7 aprile 2008 (archiviato dall'url originale il 27 settembre 2007).
57. ↑   Anas, Pozzi: mai parlato di pedaggio per traffico urbano GRA, in ASAPS. URL consultato il 7 aprile 2008 (archiviato il 28 settembre 2007).
58. ↑   Grande Raccordo Anulare, apre nuovo svincolo su via Trionfale, in 06blog.it, 24 gennaio 2007. URL consultato il 7 aprile 2008 (archiviato il 12 settembre 2007).
59. ↑   GRA: al via ultima fase dei lavori, in ANSA, 10 agosto 2007. URL consultato il 7 aprile 2008 (archiviato il 30 settembre 2007).
60. ↑   GRA Roma: pedaggio non è all'ordine del giorno, in Provincialatina.tv, 04 marzo 2008. URL consultato il 7 aprile 2008 (archiviato dall'url originale il 16 febbraio 2009).
61. ↑   Pedaggio per camion sulle statali?, su trasportoeuropa.it, 27 marzo 2008. URL consultato il 4 aprile 2008 (archiviato il 29 giugno 2021).
62. ↑   Pedaggi autostrade, 1-2 euro sul GraSalerno-Reggio, tra due anni 3-5 euro, su ilmessaggero.it, 27 maggio 2010. URL consultato il 31 maggio 2010 (archiviato dall'url originale il 25 dicembre 2011).
63. ↑   Pedaggio Gra, no da Comune e Provincia. Polverini: speriamo di no, su ilmessaggero.it, 23 maggio 2010. URL consultato il 24 maggio 2010 (archiviato dall'url originale il 23 maggio 2010).
64. ↑  DECRETO-LEGGE 31 maggio 2010, n. 78. Misure urgenti in materia di stabilizzazione finanziaria e di competitività economica.
65. ↑   Da domani autostrade più care: pedaggio da 1-2 euro per entrare in città, su ilmessaggero.it, 30 giugno 2010. URL consultato il 30 giugno 2010 (archiviato dall'url originale il 9 giugno 2015).
66. 1 2   Archivio notizie, su stradeanas.it, Anas S.p.A. URL consultato il 29 giugno 2021 (archiviato il 24 settembre 2015).
67. 1 2 3   Anas: pedaggi, dal 1º luglio maggiorazione tariffaria forfettaria, su stradeanas.it. URL consultato il 30 giugno 2010 (archiviato l'11 maggio 2011).
68. ↑   Manovra finanziaria, il Testo pubblicato dalla Gazzetta Ufficiale, su stradeanas.it. URL consultato il 6 giugno 2010 (archiviato il 24 settembre 2015).
69. ↑   Pedaggi: Tar Lazio, stop aumenti autostrade e Gra, su ansa.it. URL consultato il 12 agosto 2010 (archiviato il 1º agosto 2010).
70. ↑   Pedaggi,Tar Piemonte li boccia. Saitta:"È nostra battaglia", su ansa.it. URL consultato il 12 agosto 2010 (archiviato il 21 gennaio 2012).
71. ↑   Pedaggi, Consiglio di Stato: stop aumentiBocciati i ricorsi dell'Anas e del governo, su ilmessaggero.it. URL consultato il 12 agosto 2010 (archiviato dall'url originale il 5 agosto 2010).
72. ↑   Pedaggi: Tar Lazio, stop aumenti autostrade e Gra, su ANSA.it. URL consultato il 24 gennaio 2012 (archiviato il 1º agosto 2010).
73. ↑   Archivio notizie, su stradeanas.it, Anas S.p.A. URL consultato il 29 giugno 2021 (archiviato il 4 marzo 2016).
74. ↑   Agenzie di stampa su Anas, su stradeanas.it, Anas S.p.A. URL consultato il 29 giugno 2021 (archiviato il 17 novembre 2015).
75. ↑   Salvini sbanda sul pedaggio del Gra. URL consultato il 12 novembre 2016 (archiviato dall'url originale il 12 novembre 2016).
76. ↑   Simone Ricci, Anas: "Non ci sarà pedaggio per il Grande Raccordo Anulare" - newsgo, in newsgo, 28 maggio 2016. URL consultato il 12 novembre 2016 (archiviato il 12 novembre 2016).
77. ↑   Roma, il grande raccordo si fa in due, in RomaOne, 07 dicembre 2005. URL consultato il 4 aprile 2008 (archiviato dall'url originale il 28 settembre 2007).
78. ↑   L'ANAS vuole un secondo Raccordo Anulare, in roma18.it. URL consultato il 4 aprile 2008 (archiviato dall'url originale il 28 settembre 2007).
79. 1 2   Omar Sherif H. Rida, Ci vorranno 8 anni per 120 km, in Il Giornale, 02 aprile 2008. URL consultato il 4 aprile 2008.
80. 1 2 3 4   L'ANAS vuole un secondo Raccordo Anulare, in WWF, gruppo attivo Roma XI, 20 marzo 2006. URL consultato il 4 aprile 2008 (archiviato il 27 settembre 2007).
81. ↑   GRA: Ciucci, abbiamo in progetto un secondo anello, in ANSA, 10 agosto 2007. URL consultato il 4 aprile 2008 (archiviato il 27 settembre 2007).
82. ↑  Il Messaggero, cronaca di Roma, 26 novembre 2009, p. 21.
83. ↑   davinotti.com,  https://www.davinotti.com/forum/location-verificate/i-vitelloni-1953/50000177/pagina/1. URL consultato il 31 agosto 2021.
84. ↑   Camera dei Deputati, Gianfranco Rosi, nuovo film su Gra Roma (PDF), su ansa.it, 13 settembre 2010. URL consultato il 13 settembre 2010 (archiviato il 14 settembre 2010).
85. ↑   Sacro G.R.A., su cinemaitaliano.info, 7 dicembre 2010. URL consultato il 7 dicembre 2010 (archiviato il 17 novembre 2010).
86. ↑   Roma | Comune di Rimini - Cineteca comunale, su archivio.federicofellini.it. URL consultato il 31 agosto 2021.
87. ↑   L'ottavo nano, 2001 -, su Rai Teche, 16 gennaio 2001. URL consultato il 31 agosto 2021.
88. ↑  (EN) Chiuso in una scatola Lyrics - Max Pezzali, su FlashLyrics. URL consultato il 31 agosto 2021.
89. ↑   Tiger Fregna – GRA. URL consultato il 31 agosto 2021.
90. ↑   L'agnello di Dio (Testo) - Francesco De Gregori, su MTV Testi e Canzoni. URL consultato il 5 settembre 2019 (archiviato il 5 settembre 2019).
91. ↑   Er Traffico de Roma (Testo) - Radici nel Cemento, su MTV Testi e Canzoni. URL consultato il 19 settembre 2019 (archiviato il 29 giugno 2021).

### Strade simili in Italia
- Tangenziale di Lecce
- Strada Poligonale di Bitonto

### Strade simili nel mondo
- Bundesautobahn 10 di Berlino
- Motorway M25 di Londra
- Autopista M-30 di Madrid
- MKAD di Mosca
- Boulevard périphérique di Parigi